# 邦納代爾 (阿肯色州)
邦納代爾（英語：Bonnerdale）是位於美國阿肯色州溫泉縣的一個非建制地區。該地的面積和人口皆未知。

## 地理
邦納代爾的座標為34°23′05″N 93°22′55″W / 34.38472°N 93.38194°W，而該地的平均海拔高度為199米（即653英尺）。